# Jude Wright
Jude Wright (Londra, 14 novembre 1999) è un attore britannico.

## Filmografia

### Cinema
- The Christmas Candle, regia di John Stephenson (2014)
- Robot Overlords, regia di Joe Wright (2014) – voce
- Paddington, regia di Paul King (2014)
- L'angelo della morte (The Woman in Black 2: Angel of Death), regia di Tom Harper (2014)

### Televisione
- The Bleak Old Shop of Stuff – serie TV episodio 1x0 (2011)
- Little Crackers – serie TV, episodio 2x04 (2011)
- Spy – serie TV, 17 episodi (2011-2012)
- Mondo senza fine (World Without End) – miniserie TV, 4 episodi (2012)
- Da Vinci's Demons – serie TV, episodio 3x04 (2015)

## Doppiatori italiani
Nelle versioni in italiano delle opere in cui ha recitato, Jude Wright è stato doppiato da:
- Federico Bebi in Paddington, L'angelo della morte